# 히요시역 (교토부)

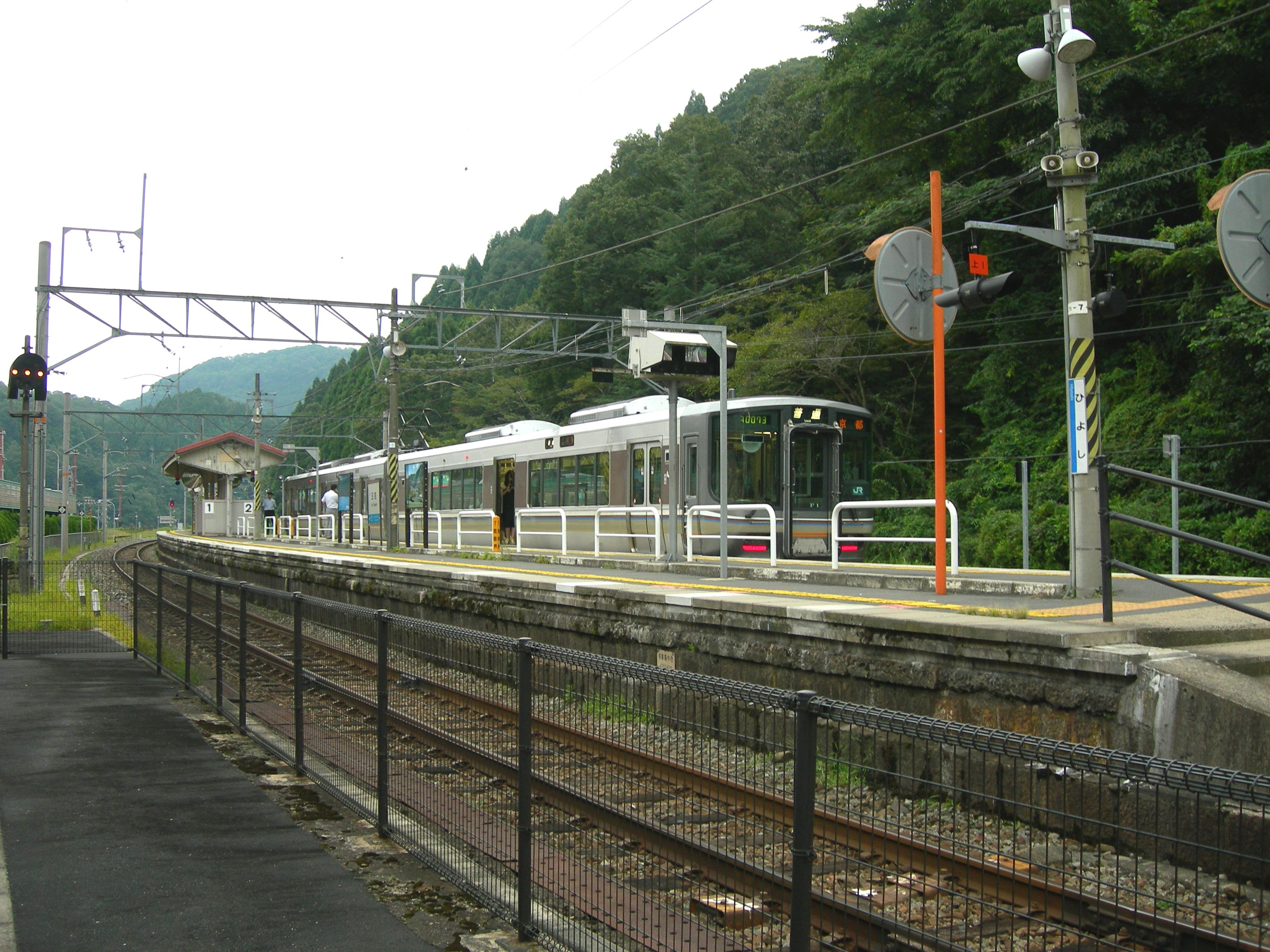
승강장

히요시역(일본어: 日吉駅, ひよしえき)은 일본 교토부 난탄시에 있는 서일본 여객철도의 철도역이다.

## 역 구조
섬식 1면 2선 구조의 지상역으로, 교행 시설이 갖추어져 있다. 역사와 승강장은 건널목으로 연결되어 있다. 니시마이즈루역이 관리하는 간이 위탁역이다.

### 승강장
| 1·2 | ■ 산인 본선 | 상행 | 소노베 · 교토 방면                        |
| 1·2 | ■ 산인 본선 | 하행 | 아야베 · 히가시마이즈루 · 후쿠치야마 방면 |

## 역사
- 1910년 8월 25일 - 일본국유철도 교토 선 소노베 역 ~ 아야베 역 사이에, "도노다 역"이라는 이름으로 개업.
- 1912년 3월 1일 - 아마루베 철교의 개통에 따른 산인 본선의 전 구간 개통으로, 교토 선이 산인 본선으로 통폐합되었다.
- 1987년 4월 1일 - 민영화에 따라 서일본 여객철도의 소속이 되었다.
- 1996년 3월 16일 - 히요시 역으로 개칭.
- 2021년 3월 13일 - 교통카드 ICOCA의 사용이 개시될 예정이다.

## 인접역
| 서일본 여객철도 산인 본선 | 서일본 여객철도 산인 본선 | 서일본 여객철도 산인 본선                   |
| ------------------------- | ------------------------- | ------------------------------------------- |
| 후나오카 교토 방면        | ■ 산인 본선               | 신큐다이가쿠마에 기노사키온센·하마사카 방면 |